# Custodie comună
Custodia comună  ('la garde conjointe în franceză sau joint custody în engleză), reprezintă o un raport juridic între părinți și copii concretizat printr-o sentința judecătorească sau printr-o tranzacția aprobată notarial prin care autoritatea părintească asupra unui copil este acordată ambilor părinți. În custodia comună ambii părinți sunt părinți custodieni și nici unul dintre părinți nu este părinte necustodian, cu alte cuvinte copilul are doi părinți custodieni. Problema custodiei minorilor se pune atât ca urmare a unui divorț în care sunt implicați minori cât și în cazul separării unor părinți necăsătoriți. Din punct de vedere practic autoritate părintească comună după divorț reprezentă în esență același lucru cu custodia comună
| “ | Haideți să ne amintim ce reprezintă custodia comună și care sunt avantajele și dezavantajele ei. Putem începe gândindu-ne la deciziile pe care părinții trebuie să le ia cu privire la copilul lor. Ce scoală trebuie să urmeze copilul? Ar trebui copilul lăsat să-și vopsească părul în verde? Cați bani de buzunar ar trebui să aibă? Fata de cincisprezece ani ar trebui lăsată să plece în vacanță cu prietenul ei? Ar trebui ea să devina un membru al Bisericii Catolice? Ar trebui vaccinat bebelușul împotriva gripei mexicane? Când ambii părinți trăiesc împreună cu copilul aceste decizii sunt luate împreună, zi de zi. Ambii părinți sunt implicați sau unul dintre ei lasă deciziile în seama celuilalt. Acest lucru se întâmpla, spre exemplu, dacă unul dintre părinți stă mai mult acasă decât celalalt. Problemele încep atunci când părinții se despart. Multe dintre deciziile referitoare la copil ar trebui să fie luate de părintele care stă mai mult alături de copil. Acela este părintele cu care copilul va trăi. Cum, în general, după un divorț copilul stă numai cu un singur părinte asta înseamnă că separația implică faptul că doar un singur părinte va avea dreptul de a lua decizii în ceea ce privește viitorul de zi cu zi al minorului. Gândiți-vă la întrebările pe care tocmai le-am menționat. Custodia comună este gândită să amelioreze consecințele divorțului și separației și să dea ambilor părinți dreptul de a se implica. În același timp există și o parte negativă a custodiei comune. Dacă părinții chiar nu sunt în stare să se înțeleagă și nu vor face altceva decât să se contrazică în prezenta copiilor, asupra exercitării drepturilor lor parentale, atunci există riscul de a îi face rău copilului. Recomandările psihologice și sociologice atrag atenția asupra faptului că nu divorțul sau separarea cauzează efecte psihologice negative copilului ci conflictele și certurile. În aceste cazuri, în general, se consideră că este mai bine ca un părinte să aibă custodie iar celalalt drept de acces. | ” |
| — Cuvântarea d-nei Caroline Forder cu ocazia Conferinței "Tendințe actuale în justiția pentru copil și familie" (15-16 Oct 2009, Bucuresti) | |   |

## Istoric
În multe dintre tarile civiliste, a existat o problemă legală referitoare la acordarea custodiei comune în anii 1980. Codurile civile din anumite țări nu ofereau judecătorului dreptul de a garanta custodia comună atunci când părinții divorțau. Instanțele erau însă obligate să dea custodia unui părinte în timp ce celuilalt îi garantau dreptul de acces. Aceeași situație a existat până deceniul 8 și în SUA. Treptat însă societățile au evoluat spre introducerea în codurile civile sau în jurisprudența națională acestor state a prezumției de autoritate părintească comună. Această prezumție de autoritate părintească comună a fost introdusă și în noul cod civil român care a intrat în vigoare în octombrie 2011.

## Formele de custodie comună
Multe state din SUA și Europa recunosc două forme de custodie comună: custodia comună fizică și custodia comună legală. Custodia comună reprezintă un pas important în asigurarea interesului superior al minorilor de a avea acces la ambii părinți și este, de facto, o evoluție față de custodia unică sau față de custodia împărțită.

### Custodia comună legală
Dacă în custodia unică, ambii părinți au dreptul de a avea acces la datele cu privire la educație, sănătate, și alte informații, în custodia comună legală părinții au, suplimentar, drepturi egale în deciziile cu privire la bunăstarea copilului și drepturi mult mai largi de a interacționa cu minorul. Totuși, locuința minorului este stabilită la doar unul dintre cei doi părinți, numit și părinte rezident în timp ce părintele cu care copilul nu locuiește în mod statornic, numit părinte nerezident are un drept relativ larg de legături personale cu minorul. Aproape toate țările europene precum și statele SUA consideră custodia comună ca fiind regula în caz de divorț. În majoritatea țărilor, acest tip de aranjament prevalează față de custodia comună fiind selectat fie de părinți pe cale amiabilă, fiind fie impus de către instanțe, datorită fie concepției preferinței materne sau datorită imposibilității obiective de a pune în aplicare o locuință alternantă (condiții improprii de locuit la unul dintre părinți, părinți care locuiesc departe unul de altul, etc.)

### Custodia comună fizică
În custodia comună fizică, găzduirea și îngrijirea copilului este împărțită conform calendarului aprobat de către judecătorie sau supus de către părinți revizuirii unui notar (cunoscut sub numele de plan parental sau program parental). În multe cazuri, termenul de vizitare nu mai este folosit în aceste circumstanțe, ci mai degrabă este rezervat sentințelor de tip custodie unică. În unele state custodia comună fizică creează prezumția că minorii vor locui un timp relativ egal cu fiecare dintre părinți (ambii părinți sunt atunci părinți rezidenți) totuși în marea majoritate a statelor, custodia comună fizică creează doar o obligație de a-i oferi fiecăruia dintre părinți perioade semnificative de timp petrecut cu minorul pentru a-i asigura copilului un contact frecvent și continuu cu ambii părinți. În acele situații pentru a se deosebi între cei doi părinți care sunt ambii părinți custodieni, se folosește termenul de părinte rezident și respectiv părinte nerezident). Custodia împărțită a fost legiferată în Italia din anul 2006. A fost legiferată în Suedia, Grecia și Spania din 1981, în Marea Britanie din 1991, Franța din 1993 și Germania din 1998. În California și Canada judecătorul decizia în fiecare caz în care părinții nu acceptă împărțirea custodiei în mod egal în din punct de vedere al timpului putând impune aranjamente de tip custodie comună fizică împotriva voinței unuia dintre părinți. Suedia este țara europeană cu cel mai mare procent de sentințe tip custodie fizică comună acordată (30% comparativ cu 16,9 % în Franța și mai puțin de 1% în Italia).. În România custodia comună fizică este permisă doar dacă cei doi părinți se înțeleg, noul cod civil introdus în octombrie 2011 stabilind că dacă părinții nu se înțeleg instanța va decide stabili prin sentință locuința la unul dintre părinți.

## Custodia comună în Europa
Majoritatea statelor europene au îmbrățișat noțiunea de custodie comună. Custodia comună este de asemenea prevăzută în protocolul numărul 7 al Convenției Europene a Drepturilor Omului care specifică faptul că "Soții au drepturi și responsabilități egale între ei și în relația lor cu copiii, înaintea căsătoriei, în timpul căsătoriei și în cazul dizolvării căsătoriei". fiind obligatorie pentru toate statele Uniunii Europene. La acest moment Wikipedia are informații despre implementarea custodiei comune în următoarele țări europene: Ungaria, 
Franța (1993),
Germania (1998), Suedia (1981) ,
Italia (2006) ,
Olanda , Grecia (1981) , Spania (1981), Finlanda  și Marea Britanie (1991) .

### Custodia comună în Olanda[21]
La 1 ianuarie 1998, a intrat în vigoare în Olanda o nouă dispoziție în codul civil care implica custodia comună. Conform acestei prevederi regula era ca, după divorț, părinții să beneficieze de custodie comună. O altă urmare, era aceea ca părinții să nu beneficieze de custodie comună după divorț dacă, la momentul divorțului, dreptul unuia dintre părinți la custodie a fost suspendat sau anulat de o măsură care implica protecția copilului. În prezent dacă unul dintre părinți vrea custodie unică trebuie să solicite acest lucru și să prezinte argumente puternice care să îi sprijine cererea. În cazurile în care custodia comună este continuată de ambii părinți – majoritatea cazurilor, judecătorul este împuternicit să hotărască reședința copilului. De asemenea, judecătorul este împuternicit să specifice modalitatea în care vor fi efectuate vizitele, modul în care părintele cu care copilul locuiește trebuie să îi ofere informații despre copil părintelui nerezident, sau felul în care părinții trebuie să se consulte reciproc . Instanța este împuternicită să anuleze custodia comună dacă circumstanțele s-au schimbat sau dacă decizia de acordare a custodiei comune a fost luată în baza unor informații incorecte sau incomplete (Articolul 253n (1) Codul Civil). Prin circumstanțe schimbate se înțelege situația în care relația părinților s-a deteriorat atât de mult încât interesul minorului ar fi mai bine servit prin acordarea custodiei unice unui singur părinte. Efectul noii legislații a fost dramatic. Dacă înainte de legiferare ca parte a codului civil, custodia comună era acordată în mai puțin de 25% din cazuri, de la 1 ianuarie 1998 custodia comună este acordată în mai mult de 80% dintre cazurile cuplurilor divorțate.

### Custodia comună în Germania
În Germania, Custodia comună a fost acordată în medie, pentru anul 2000, într-o proporție de 69,35%. Dacă se ține cont și de procedura alternativă după care s-a acordat custodia comună tatălui și mamei (rubrica 269 a statisticii oficiale de numărare), rezultă o distribuire a custodiei părintești comune în anul 2000 de 75,54%.

### Custodia comună în România
Custodia comună este reglementată de articolele 397-404 din  noul Cod civil al României. Noul Cod civil introduce o instituție nouă , autoritatea părintească, iar regula de bază în cazul dvoritului va fi că autoritatea părintească va fi exercitată în comun de către ambii părinti. Aceasta instituție a autorității părintești comune a fost preluată din Codul Civil al statului Quebec.
Modalitatea în care va fi implementată custodia comună în România de la acea dată este sub forma custodiei comune legale. Conform cu noile prevederi ale codului civil instanța va trebui să stabilească din oficiu în caz de divorț:
- dacă autoritatea părintească va fi exercitată în comun de către ambii părinți (adică custodie comună, sau va fi exercitată de către un singur părinte (adică custodie unică). Codul civil operează însă cu prezumția că un aranjament de tip custodie comună este mai favorabil copilului;
- locuința copilului la unul dintre părinții săi, și relațiile personale la care are dreptul celălalt părinte cu care copilul nu locuiește în mod statornic
- Contribuția fiecărui părinte la cheltuielile de întreținere ale copilului; aceasta reprezintă evoluție față de situația anterioară datei de 1 octombrie 2011 când Codul Familiei impunea obligativitatea stabilirii unei pensii doar pentru părintele necustodian.

## Custodia comună în afara Europei

### Custodia comună în SUA
În prezent, cea mai mare parte a celor 34 de state SUA cu legi privind custodia comună, le oferă judecătorilor puterea de a hotărî tipul de custodie, chiar și atunci când există obiecții din partea unuia sau ambilor părinți.
| Stat        | Amendat la custodia unică | Custodie comună | Stat          | Amendat la custodia unică | Custodie comună | Stat           | Amendat la custodia unică | Custodie comună | Stat           | Amendat la custodia unică | Custodie comună |
| ----------- | ------------------------- | --------------- | ------------- | ------------------------- | --------------- | -------------- | ------------------------- | --------------- | -------------- | ------------------------- | --------------- |
| Alabama     | 1970                      | 1997            | Illinois      | 0                         | 1986            | Montana        | 1973                      | 1981            | South Carolina | 0                         | 1996            |
| Alaska      | 1935                      | 1982            | Indiana       | 1973                      | 1983            | Nebraska       | 1972                      | 0(1983‡)        | South Dakota   | 1985                      | 1989            |
| Arizona     | 1973                      | 1989            | Iowa          | 1970                      | 1977            | Nevada         | 1967                      | 1981            | Tennessee      | 0                         | 1986            |
| Arkansas    | 0                         | 2003            | Kansas        | 1969                      | 1980            | New Hampshire  | 1971                      | 1981            | Texas          | 1970                      | 1987            |
| California  | 1970                      | 1980            | Kentucky      | 1972                      | 1980            | New Jersey     | 0                         | 1991            | Utah           | 1987                      | 1988            |
| Colorado    | 1972                      | 1987(1983‡)     | Louisiana     | 0                         | 1981            | New Mexico     | 1933                      | 1982            | Vermont        | 0                         | 0(1987‡)        |
| Connecticut | 1973                      | 1980            | Maine         | 1973                      | 1981            | New york       | 0                         | 0               | Virginia       | 0                         | 1987            |
| Delaware    | 1968                      | 1981            | Maryland      | 0                         | 1986            | North Carolina | 0                         | 1988(1957‡)     | Washington     | 1973                      | 1987†           |
| D.C.        | 0                         | 1996            | Massachusetts | 1975                      | 1982            | Ohio           | 0                         | 1981            | West Virginia  | 0                         | 0               |
| Florida     | 1971                      | 1982            | Michigan      | 1972                      | 1981            | Oklahoma       | 1953                      | 1983            | Wisconsin      | 1978                      | 1988            |
| Georgia     | 1973                      | 1990            | Minnesota     | 1974                      | 1982            | Oregon         | 1971                      | 1987(1977‡)     | Wyoming        | 1977                      | 0               |
| Hawaii      | 1972                      | 1980            | Mississippi   | 0                         | 1983            | Pensylvania    | 0                         | 1981            |                |                           |                 |
| Idaho       | 1971                      | 1982            | Missouri      | 0                         | 1983            | Rhode Island   | 1975                      | 0               |                |                           |                 |

Note:
- 0 arată că legislația în acest stat nu a fost niciodată adoptată sau recunoscută.
- ‡ Consimțământul ambilor părinți este necesar în cazurile de custodie comună.
- † Acordul este necesar dar nu va fi menținut dacă se va dovedi nejustificat

### Custodia comună în alte țări ne-europene
- Israel
- Canada [28]

## Suportul științific
Există studii care arată avantajele custodiei comune. Cel mai reprezentativ poate fi considerat studiul psihologului american Robert Bauserman  care a demonstrat, urmărind un număr mare de familii divorțate, faptul că minorii din familii despărțite care își petrec o parte semnificativă a timpului și cu celălalt părinte sunt mai bine adaptați decât cei care trăiesc și interacționează doar cu unul dintre cei doi părinți. Studiul a urmărit timp de 17 ani adaptarea copiilor aflați în custodia unui părinte (1846 cazuri), în custodie comună (814 cazuri) și în 251 de familii cu ambii părinți. Deoarece custodia comună fizică și custodia comună juridică pot diferi foarte mult în termeni de timp petrecut cu fiecare părinte (doar prima implică fără echivoc durate substanțiale de timp petrecut cu fiecare părinte), analize separate la nivel de studiu, au fost realizate pentru a compara grupuri de custodie comună fizică și custodie comună juridică versus grupuri de custodie unică. În ambele cazuri, grupurile cu custodie comună au prezentat o mai bună adaptare. De asemenea, studiul a arătat că minorii care beneficiază de un aranjament de tip custodie comună au mai puține probleme comportamentale și emoționale, o stimă de sine mai mare, relații de familie și performanțe școlare mai bune decât cei aflați în grija unui singur părinte. Rezultatele arată ca minorii nu au neapărat nevoie să fie într-un aranjament de tip custodie fizica comună, ci doar să petreacă mai mult timp cu ambii părinți, în special cu tații lor. De asemenea studiul a arătat că cuplurile care au avut aranjamente de tip custodie comună au avut mai puține conflicte decât celelalte. Obținerea custodiei comune are o mare valoare simbolică și psihologică, în special pentru părintele care a fost în mod sistematic eliminat în trecut prin implementarea custodiei unice. Deși intervine celălalt părinte în educația copilului, aceasta promovează, din lipsă de alternative mai bune, satisfacerea regulii de bună purtare în discuții partea ambilor părinți. Părinții sunt astfel obligați să colaboreze și în general conflictele se aplanează.

## Custodia comună și conflictul dintre părinți
În statele în care custodia comună este decizia implicită, conflictul între părți a fost întotdeauna mai mic, deoarece nu există nici un câștig sau pierdere între părinți care ar putea alimenta câștigul. Din contră aranjamentul de tip custodie comună forțează părinții să facă concesii. Părinții care s-au aflat în aranjamente de tip custodie au raportat mai puțin conflicte decât părinții care erau în aranjamente de tip custodie unică.
- Cercetările enumerate de Robert Bauserman contrazic afirmațiile unor critici ai custodiei comune precum că minorii aflați în aranjamente custodie comună sunt susceptibili de a fi mai mult expuși conflictelor dintre părinți sau că ar avea probleme de adaptare pentru că trebuie să se adapteze traiului în două gospodării sau senzației de a fi de "rupt în două" de către părinți. Conform acestui cercetător custodiile comune (fie fizică sau juridică) nu par să fie, în medie, dăunătoare nici unui aspect al bunăstării copiilor, și de fapt pot fi chiar benefice. Acest lucru sugerează că instanțele judecătorești ar trebui să nu descurajeze părinți de la a încerca custodia comună [29]
- Unele cercetări indică faptul că custodia comună poate reduce nivelul de conflict între părinți de-a lungul timpului și deci riscul de expunere la conflict, pentru minori, se reduce (Bender, 1994).[32]. Un studiu recent bazat pe teoria matematică a jocurilor realizat la Universitatea din Linz confirmă faptul că acest tip de aranjament custodial care se dovedește eficient în a descuraja conflictele dintre părinți[33]:
- Surprinzător, chiar și evaluările făcute de mame sunt favorabile custodiei comune. La prima vedere mamele ar putea percepe custodia comună ca o pierdere a controlului la care se așteptau ca și părinți favorizați, de sistemul de custodie unică și ar fi mai puțin dispuse să perceapă custodia comună ca fiind benefică pentru copii. Unii autori au afirmat chiar că mamele ar fi "marii perdanții" în situațiile de custodie comună. Cu toate acestea, studiile arată că mamele care au experimentat custodia comună o găsesc pe aceasta ca fiind benefică pentru adaptarea copiilor (Kuehl, 1989) [34].
- Faptul că în cuplurile cu custodie comună - s-au raportat conflicte mai puțin acute este important deoarece există preocuparea ca nu cumva custodia comună să expună copii la conflictul în desfășurare dintre părinți. Dar de fapt custodia unică a raportat nivele mai mari de conflict între părinți [29].

### Observații
- Tribunalele în general nu au definit clar termenii ‘perioada semnificativă’ și ‘contact frecvent și continuu’, ceea ce implică destul de dese dispute între părinți în aceste probleme.
- Custodia comună fizică și custodia comună legală sunt aspecte diferite ale custodiei, și determinarea este adesea făcută separat în multe dintre divorțurile din state. Exemplu: este posibil de a avea custodie comună legală, dar doar unul dintre părinți să primească custodie fizică individuală. În unele state se face referire la denumirile de părinte custodian și părinte necustodian.
- De asemenea, acolo unde este în vigoare custodia comună fizică, termeni precum ‘părinte custodian primar’ și ‘rezidență primară’ nu au nicio semnificație legală în afara eventual de cea legată de situația taxelor, deoarece ambii părinți sunt părinți custodieni.

### Când este cazul să se ceară custodia comună și când e de preferat să se rămână în custodie unică
Mai multe detalii despre acest subiect se pot găsi aici
Pentru binele copiilor, scopurile părinților divorțați ar trebui să fie aceleași: implicarea ambilor părinți în viețile copiilor și atenuarea conflictelor dintre părinți. Acești doi factori ar trebui să îi domine pe toți ceilalți atunci când părinții discută relativ la custodia asupra minorilor. O soluție de custodie comună dă o siguranță psihică pentru părintele care, altfel, ar fi părinte necustodian. Dar, și într-o situație de custodie unică, împărțirea generoasă a timpului (combinată cu o comunicare deschisă între părinți) poate crea un mediu în care părintele ce nu deține custodia, poate fi în mod semnificativ implicat în viața copilului. Comună este cel mai potrivit aranjament atunci când abilitatea părinților de a comunica este suficient de mare. Deoarece autoritatea parentală comună implică împărțirea responsabilităților legate de decizia asupra minorilor, este esențial ca cei doi parteneri să poată să discute într-o atmosferă non-combativă.